# Kvaj-Gon Džin
Kvaj-Gon Džin je lik iz izmišljenog univerzuma Zvezdani ratovi. Prvi put se pojavljuje u filmu Ratovi zvezda Epizoda I: Fantomska pretnja. Važan je zbog toga što je otkrio Anakina Skajvokera.

## Pre Fantomske pretnje
Rođen je na Korusantu. Ne zna se mnogo o njegovom detinjstvu. Njegov učitelj je bio grof Duku, koji kasnije prešao na tamnu stranu sile i postao mračni gospodar Sita.

## Fantomska pretnja
Za vreme krize Trgovačke federacije on i njegov mladi učenik Obi-Van Kenobi poslati su da spasu kraljicu Padme Amidala. Bili su primorani da slete na planetu Tatuin, gde je otkrio devetogodišnjeg Anakina Skajvokera. Kvaj Gon je verovao da je Anakin onaj izabrani.

## Smrt
Kvaj Gona je ubio sit lord Dart Mol. Posle toga Obi-van se zakleo da obučava Anakina.